# Eois cassandra
Eois cassandra là một loài bướm đêm trong họ Geometridae.